# 渝湘高速公路
渝湘高速公路起于重庆巴南界石，经南川、彭水、黔江、酉阳、秀山等区县，最后到达湖南长沙。重庆段为 包茂高速的一段。全长848公里，总投资477亿元，其中重庆段413.6公里，总投资超过300亿元，湖南段435公里。全线按四车道高速公路标准建设，设计时速80公里。渝湘高速路坐拥景色醉人的“乌江画廊”、“郁江画廊”，如一条银灰色的纽带，“串”起石林、金佛山、仙女山、芙蓉洞、边城、凤凰古城等，于长沙连接京港澳高速。
其控制性工程跨越德夯峡谷的矮寨大桥于2012年3月31日正式通车标志着渝湘高速公路全线贯通。